# Ситкалидак
Ситкалидак (англ. Sitkalidak Island) — остров в Кадьякском архипелаге. В административном отношении относится к боро Кадьяк-Айленд, штат Аляска, США. Расположен вблизи юго-восточного побережья острова Кадьяк, напротив города Олд-Харбор. Впервые упомянут российским мореплавателем Лисянским в 1805 году, отмечен на карте Сарычевым в 1826 году, под современным названием нанесён окончательно на карту русским гидрографом Михаилом Тебеньковым в 1852 году.
Остров составляет примерно 29 км в длину и 24 км в ширину. Площадь — 300,84 км². Самая высокая точка острова составляет 482 м над уровнем моря. Постоянного населения нет.
В 1784 года на острове Ситкалидак в Кадьякском архипелаге произошло вооруженное столкновение с местным населением, в котором пострадало около 300 сугпиаков до 3000 туземцев. После чего команда Шелихова взяла под свой контроль детей местных вождей с целью остановить дальнейшие кровопролитие, и обеспечить безопасность, как экспедиции, так и местного населения .